# Luigi Amedeo di Savoia-Aosta

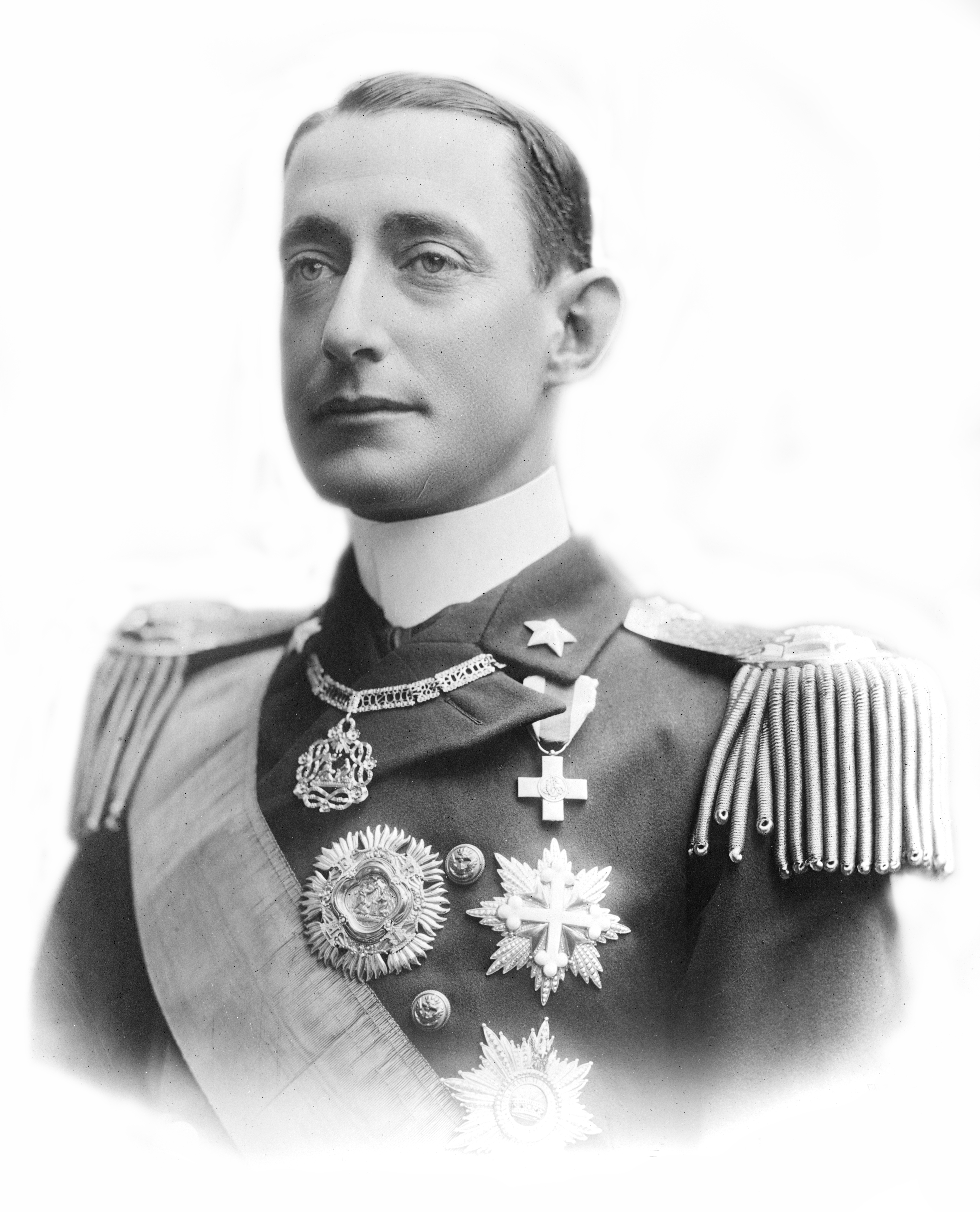
Luigi Amedeo von Savoyen

Luigi Amedeo Giuseppe Maria Ferdinando Francesco di Savoia-Aosta, Herzog der Abruzzen (* 29. Januar 1873 in Madrid; † 18. März 1933 in Jawhar) war ein italienischer Marineoffizier, Forschungsreisender und Adliger des Hauses Savoyen. Er war der drittgeborene Sohn von Amadeus von Savoyen, der von 1870 bis 1873 als Amadeo I. König von Spanien war. Er ist in Italien allgemein als Duca degli Abruzzi (Herzog der Abruzzen) bekannt, ein Titel, den nur er trug.

## Leben
1897 bestieg Luigi Amadeo zusammen mit seinem Begleiter, dem Bergführer Joseph Petigax aus Courmayeur, den 5489 Meter hohen Mount St. Elias an der Grenze zwischen Alaska und dem Yukon-Territorium in Kanada. Mit dem umgebauten Walfänger Jason, dem er den Namen Stella Polare gegeben hatte, fuhr er 1899 nach Franz-Josef-Land und kartographierte dessen nördlichen Teil gemeinsam mit dem italienischen Polarforscher Umberto Cagni. Bei dem Versuch, den Nordpol zu bezwingen, erreichte Cagni am 24. April 1900 den nördlichsten bis dahin von einem Menschen betretenen Ort bei 86° 34′ N, 64° 30′ O. Luigi Amadeo verlor zwei Finger.
1906 leitete er eine Expedition ins Ruwenzori-Gebirge in Uganda, wo er 16 Gipfel vermaß, von denen der Mount Luigi di Savoia heute auch seinen Namen trägt.
1909 unternahm Luigi Amedeo eine Forschungsreise in den Karakorum. Dort erkundete die von ihm geführte Expedition den zweithöchsten Berg der Erde, den K2, von drei Seiten und erreichte am Ostgrat eine Höhe von immerhin 6250 m. Über den heute nach Luigi Amedeo als „Abruzzigrat“ bekannten Anstieg erreichten 1954 die Erstbesteiger des bei den Einheimischen Chogori genannten Berges den Gipfel. Die Route gilt heute als Normalweg. An der Chogolisa, dem Schicksalsberg Hermann Buhls, erreichte die Expedition fast 7500 m – ein Höhenrekord für die damalige Zeit, der erst mit den Besteigungsversuchen der Engländer am Mount Everest zu Beginn der 1920er Jahre gebrochen wurde. An der Forschungsreise nahm auch der bekannte Bergfotograf Vittorio Sella teil, der hochwertige Aufnahmen von den gewaltigen Bergen und entlegenen Tälern des Karakorums anfertigen konnte. Seine extrem scharfen und detailreichen Bilder werden sogar noch heute, mehr als hundert Jahre später, zu Reconnaissancen herangezogen.
Luigi Amedeo war Mitglied des Gruppo italiano scrittori di montagna.
Der Picco Luigi Amedeo in Italien und der Luigi Peak in der Antarktis sind ebenfalls nach dem Herzog benannt. Auch die Pflanzengattung Sabaudiella Chiov. aus der Familie der Windengewächse (Convolvulaceae) ist nach ihm benannt.
In seiner Karriere als Marineoffizier erreichte er 1912 den Rang eines Vizeadmirals und wurde 1914 zu Beginn des Ersten Weltkrieges zum Oberkommandierenden der italienischen Flotte ernannt. Von diesem Posten wurde er 1917 durch Thaon di Revel – dem bisherigen Chef des Admiralstabs – abgelöst. Seinen Lebensabend verbrachte er in der Kolonie Italienisch-Somaliland.
Die Luigi-Insel in Franz-Josef-Land ist nach ihm benannt.

## Werke
- Luigi Amedeo von Savoyen: Der Ruwenzori. Erforschung und erste Ersteigung seiner höchsten Gipfel. Hrsg.: F. de Filippi. Brockhaus, Leipzig 1909.
- Filippo de Filippi: Der Ruwenzori. Erforschung und erste Ersteigung seiner höchsten Gipfel – Internet Archive. Nach den Notizen von Ludwig Amadeus von Savoyen, Herzog der Abruzzen. Mit 190 von Vittorio Sella aufgenommenen Abbildungen, darunter 35 ganzseitige Bilder und 4 Panoramen, sowie 4 Karten. F. A. Brockhaus, Leipzig 1909
- Ludwig Amadeus von Savoyen: Auf dem Gipfel des Ruwenzori 1906. Edition Erdmann, ISBN 3-86503-025-4
- Ruwenzori – Internet Archive; an account of the expedition of Prince Luigi Amedeo of Savoy, duke of Abruzzi. The translation from the Italian has been made by Caroline de Filippi, née Fitzgerald. The illustrations are from photographs taken by Vittorio Sella member of the expedition. Dutton, New York 1908
- Ludwig Amadeus von Savoyen: Die Stella Polare im Eismeer. Erste italienische Nordpolexpedition 1899–1900. F. A. Brockhaus, 1903, ISBN 0-903656-76-0
  - On the “Polar Star” in the Arctic Sea. – Internet Archive Übersetzt von William le Queux. In 2 Bänden. Hutchinson & Co., London 1903.
  - On the “Polar Star” in the Arctic Sea. – Internet Archive Band II. Mit einem Statement von Commander Umberto Cagni Upon the Sledge Expedition to 86 [degrees] 34' North, and of Dr. A. Cavalli Molinelli Upon His Return to the Bay of Teplitz.
- Filippo De Filippi: The ascent of Mount St. Elias (Alaska) by H.R. H. Prince Luigi Amedeo of Savoy, duke of Abruzzi – Internet Archive Illustriert von Vittoria Sella. Übersetzt von Linda Vilari. Archibald Constable, London 1900.
- Filippo De Filippi: Die Forschungsreise s.k.h. Des Prinzen Ludwig Amadeus von Savoyen: Herzogs der Abruzzen, nach Eliasberge in Alaska im Jahre 1897 – Internet Archive Aus dem Italienischen übersetzt von Baron C. Locelia. Verlagsbuchhandlung von J. J. Weber, Leipzig 1900.
- Filippo de Filippi: Karakoram And Western Himalaya 1909 – Internet Archive An account of the expedition of H.R.H. Prince Luigi Amedeo of Savoy. Fotos von Vittorio Sella. Constable and Co., London 1912.